# 水府一
水府一（獵戶座ν）是位於獵戶座東北部的一對聯星，不要將其與變星獵戶座NU混淆。水府一的視星等為4.42，這足夠明亮，因此可以用肉眼直接看到。依據0.00632弧秒的年週視差，這個系統的距離大約是520光年。
這是肘有一組譜線的光譜聯星系統，這意味著只能分析其中一個成員的吸收譜線特徵。根據這個分量的繞行，週期為131.2天，離心率為0.64。根據這個來源，主星要麼是恆星分類為B3V的B型主序星， 或是已經演化成為B3IV的B型次巨星。 它的角直徑為0.251mas，以這個系統的距離估計，它的實際半徑約為4.3R☉（太陽半徑），質量是6.7M☉（太陽質量），光度是1,965L☉（太陽光度），大氣層表面的有效溫度為17,880K。